# Nodutdol
Nodutdol (em coreano:  노둣돌) ou Nodutdol for Korean Community Development (em coreano: 노둣돌의 영어 표기는; trad. Nodutdol para o Desenvolvimento da Comunidade Coreana) é a maior organização progressista de coreanos residentes em Nova Iorque, mas também está presente em diferentes cidades.

## História
A Nodutdol foi fundada em abril de 1999 pelo coreano-americano organizador de comunidades John Choe com um grupo de coreanos-americanos de primeira e segunda geração. Foi inspirado pelos movimentos sociais anti-imperialistas na Coreia do Sul e descreve a sua missão como "apoiar a reconciliação e a amizade com a RPDC e uma unificação final da Coreia". A organização participou de inúmeros protestos nos Estados Unidos. Por sua vez, a organização atraiu críticas e oposição de alguns coreano-americanos por promulgar uma visão simpática da Coreia do Norte.

## Atividades
A organização fez parte das campanhas contra o Tratado de Livre Comércio entre Estados Unidos e Coreia do Sul, o Estado de Israel, as sanções contra a Coreia do Norte e pelo fim oficial da Guerra da Coreia. Eles também participaram de diferentes tipos de protestos com os United for Peace and Justice, Korean Americans for Fair Trade, Korean Americans for Peace, People’s Justice for Community Control and Police Accountability, International Action Center e A.N.S.W.E.R..
A partir de 2012, a organização também conduziu o Intergenerational Korean American Oral History Project como um meio de compartilhar conhecimento sobre a Guerra da Coreia e seus impactos.